# Konrad Tott
Konrad Tadeusz Tott (ur. 31 stycznia 1936 w Nowym Bruśnie, zm. 6 kwietnia 2015 w Warszawie) – polski inżynier elektromechanik, pułkownik Wojska Polskiego i polityk, minister-kierownik Urzędu Postępu Naukowo-Technicznego i Wdrożeń w latach 1985–1988.

## Życiorys
Syn Tadeusza i Stefanii. Ukończył w 1959 Wojskową Akademię Techniczną w Warszawie. W 1979 uzyskał stopień naukowy doktora habilitowanego nauk technicznych. Pracował w kilku wojskowych placówkach naukowo-badawczych, m.in. Instytucie Technicznym Wojsk Lotniczych awansując do stopnia pułkownika; w latach 1982–1985 był naczelnym dyrektorem Instytutu Lotnictwa w Warszawie. Od 1 stycznia 1985 pełnił urząd ministra-kierownika Urzędu Postępu Naukowo-Technicznego i Wdrożeń w rządzie Wojciecha Jaruzelskiego, zachował tekę także w rządzie Zbigniewa Messnera. Od stycznia 1985 do września 1988 był jednocześnie pierwszym zastępcą przewodniczącego Komitetu ds. Nauki i Postępu Technicznego przy Radzie Ministrów.
Pochowany na cmentarzu w Konstancinie-Jeziornie.

## Członkostwo w korporacjach naukowych i stowarzyszeniach
Członek organizacji i komitetów naukowych, m.in. Komisji Transportu Polskiej Akademii Nauk; organizował współpracę Instytutu Lotnictwa z radzieckim Instytutem Badań Kosmicznych przy Akademii Nauk ZSRR.

## Publikacje
Autor publikacji naukowych, m.in. z zakresu techniki lotniczej:
- Metody inżynierii systemów (1977)
- Organizacja eksploatacji pojazdów samochodowych (1977)
- Metody identyfikacji stanów złożonych problemów w procesie przygotowywania decyzji (1978)

## Odznaczenia
Został odznaczony m.in. Krzyżem Kawalerskim Orderu Odrodzenia Polski, Złotym Krzyżem Zasługi, Orderem Sztandaru Pracy II klasy.